# Louise de Cipierre
Louise d'Halluin (1532-1585), dame de Cipierre, est la première dame d'honneur de la reine de France Louise de Lorraine-Vaudémont de 1583 à 1585.

## Biographie
Fille d'Antoine d'Halluin et de Louise de Crèvecœur (veuve de Bonivet), elle est la sœur de Charles d'Hallwin, duc d'Halluin, et de Jeanne d'Halluin. Elle épouse en 1556 Philibert de Marcilly (1520-?), frère de Pierre de Marcilly, seigneur de Cipierre et gouverneur d'Orléans. Ils ont une fille, Catherine (1560-?), épouse de François de la Magdelaine, et un fils, Humbert, mariée avec Alphonsine de Gondi (petite-fille de Marie-Catherine Pierrevive).
Elle est une des dames du Palais des reines de France Marie Stuart en 1560 et Catherine de Médicis de 1564 à 1583.

## Sources
- Jacqueline Boucher, Deux épouses et reines à la fin du XVIe siècle: Louise de Lorraine et ...
- Dictionnaire de la noblesse ... de France